# Caraimatta
Genre
Caraimatta est un genre d'araignées aranéomorphes de la famille des Tetrablemmidae.

## Distribution
Les espèces de ce genre se rencontrent au Mexique, au Guatemala et en Colombie.

## Liste des espèces
Selon World Spider Catalog (version 26, 20/05/2025) :
- Caraimatta blandini Lehtinen, 1981
- Caraimatta brescoviti García, Martínez & Ahumada-C., 2019
- Caraimatta sbordonii (Brignoli, 1972)

## Systématique et taxinomie
Ce genre a été décrit par Lehtinen en 1981 dans les Tetrablemmidae.

## Publication originale
- Lehtinen, 1981 : « Spiders of the Oriental-Australian region. III. Tetrablemmidae, with a world revision. » Acta Zoologica Fennica, vol. 162, p. 1-151.